# Каламы
Каламы, или порги (лат. Calamus) — род морских лучепёрых рыб из семейства спаровых.
Род назван в честь мифического персонажа Каламуса или Каламоса (греч. Κάλαμος; лат. Calamus). Род получил такое название, потому что Каламус из мифа утопился в реке, после смерти своего возлюбленного, и превратился в тростник.
Наибольшая длина тела 76 см (Calamus bajonado), наименьшая — 20 (Calamus cervigoni). Тело у каламов высокое, передние зубы конической формы, задние жевательного типа, расположены в 2 и 3 ряда.
Задний конец плавательного пузыря у скапов заходит в полость кости, поддерживающей второй шип анального плавника. Эта кость представляет собой полый цилиндр со скошенным приостренным верхом.
Встречаются исключительно у берегов Америки: 11 видов в Атлантическом океане, от Бразилии до Бермудских островов, 2 в Тихом — от Калифорнии до Перу и у Галапагосов.

## Классификация
На сентябрь 2017 года в род включают 13 видов:
- Calamus arctifrons — Травяной карась, или мексиканский морской карась, или травяной порги, или травяной калам
- Calamus bajonado — Бахонадо, или морской карась-бахонадо, или калам-бахонадо, или карась-болванчик
- Calamus brachysomus — Тихоокеанский сарго, или тихоокеанский морской карась, или калам-маротилья
- Calamus calamus — Болшеглазый карась, или кубинский морской карась, или каламус, или болшеглазый калам, или болшеглазый порги
- Calamus campechanus
- Calamus cervigoni
- Calamus leucosteus
- Calamus mu
- Calamus nodosus
- Calamus penna — Центральноамериканский карась, или калам-пенна
- Calamus pennatula
- Calamus proridens — Клыкастый карась, или клыкастый морской карась, или короткоголовый карась, или клыкастый калам
- Calamus taurinus